# Litet haröra
Litet haröra (Otidea leporina) är en svampart som först beskrevs av August Johann Georg Karl Batsch, och fick sitt nu gällande namn av Karl Wilhelm Gottlieb Leopold Fuckel 1870. Litet haröra ingår i släktet Otidea och familjen Pyronemataceae.  Arten är reproducerande i Sverige. Inga underarter finns listade i Catalogue of Life.